# فرودگاه آبی فلینگ فون/چانینگ
فرودگاه آبی فلینگ فون/چانینگ (به انگلیسی: Flin Flon/Channing Water Aerodrome) یک فرودگاه همگانی است که یک باند فرود آب دارد. این فرودگاه در کشور کانادا قرار دارد و در ارتفاع ۲۹۲ متری از سطح دریا واقع شده است.